# Gustav Gressel

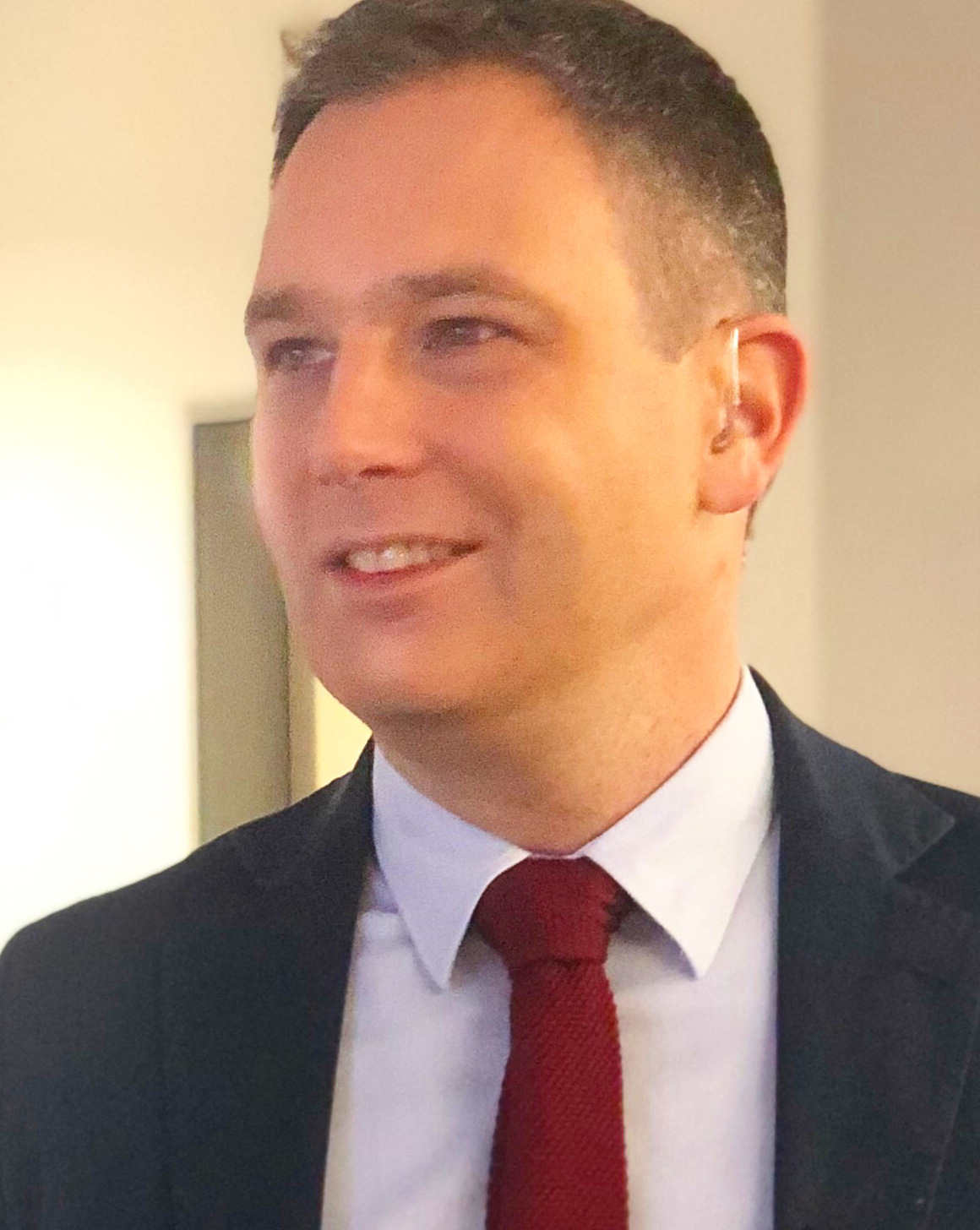
Gustav Gressel (2020)

Gustav Carl Maria Gressel (* 4. Mai 1979 in Salzburg) ist ein österreichischer Politikwissenschaftler.
Gustav Gressel absolvierte die Offiziersausbildung an der Theresianischen Militärakademie in Wiener Neustadt. Von 2003 bis 2006 war er wissenschaftlicher Mitarbeiter des Beauftragten für Strategische Studien im Büro für Sicherheitspolitik des Bundesministeriums für Landesverteidigung und Sport in Wien und von 2006 bis 2014 Referent für Internationale Sicherheitspolitik und Strategie im selben Büro.
Gressel studierte Politikwissenschaft an der Universität Salzburg und schloss 2014 sein Doktorat in Strategischen Studien an der Miklós-Zrínyi-Universität für Nationale Verteidigung in Budapest ab.
Seit November 2014 ist er Experte für Osteuropa, Sicherheitspolitik und Militärstrategien beim European Council on Foreign Relations in Berlin.
Gressel ist des Öfteren als Militärexperte für einige Medien wie die deutsche Tageszeitung Die Welt sowie den gleichnamigen Fernsehsender Welt tätig und kommentiert etwa den Russisch-Ukrainischen Krieg. Auch in anderen Medien wie ZDF, N-tv oder NDR tritt er als Experte auf. Seit August 2022 nimmt er zusammen mit Osteuropahistorikern zweiwöchentlich den Podcast Ostausschuss auf, der sich mit Osteuropa und dem Ukrainekrieg beschäftigt.
Seine Beiträge sind erschienen in The New York Times, The Guardian, Die Welt, Neue Zürcher Zeitung, Bild, The Diplomat, New Eastern Europe, Foreign Policy, Gazeta Prawna, Rzeczpospolita, Kyiv Post, The Moscow Times, Capital, The Telegraph, The Economist, Newsweek, Deutsche Welle, RTL, al Jazeera, TVP, TRT, Polskie Radio, RFI, FM4, Ukraine Today und Radio Free Europe.

## Schriften
- Die Nuklearrüstung Nordkoreas und die Interessen der an den Pekinger Gesprächen teilnehmenden Staaten. Bundesministerium für Landesverteidigung, Wien 2004.
- Schwerpunkt Georgienkonflikt. Internationales Institut für Liberale Politik, Wien 2008.
- mit Erhard Fürst: Beiträge zur ökonomischen und gesellschaftlichen Situation [sowie ein Bericht über eine Veranstaltung über eine neue europäische Friedensordnung]. Internationales Institut für Liberale Politik, Wien 2009.
- mit Eugene Kogan: Missile defence in Europe: Systems, policies and strategic choices. Internationales Institut für Liberale Politik, Wien 2010.
- Russia’s quiet military revolution, and what it means for Europe. Hrsg. European Council on Foreign Relations. London 2015.
- Keeping up appearances: How Europe is supporting Ukraine's transformation. European Council on Foreign Relations, London 2016.
- mit Fredrik Wesslau: The great unravelling: Four doomsday scenarios for Europe's Russia policy. European Council on Foreign Relations, London 2017.